# Давао (регіон)
Давао (себ. Habagatang Mindanao; філ. Timog Mindanao) — адміністративний регіон на Філіппінах, позначається як Регіон XI. Розташований у південно-східній частині острова Мінданао. Складається з п'яти провінцій: Долина Компостела, Північне Давао, Південне Давао, Східне Давао і Західне Давао.
Регіон охоплює затоку Давао. Регіональнім центром є Давао-Сіті, найбільше місто регіону та острова.
Давао має в цілому рівномірний розподіл опадів протягом року. Регіон знаходиться за межами поясу тайфунів.
Більшість жителів регіону розмовляють себуанською мовою. Тагальська і англійська мови також використовуються в школах, бізнесі та промисловості. В регіоні існує значна громада китайців, які використовують в повсякденному житті китайську мову.
Велика частина населення регіону є католиками. Інші віросповідання поширені в регіоні: мусульманство, буддизм, синтоїзм.
Основою економіки регіону є сільське господарство, поряд з яким активно розвивається аграрна промисловість, торгівля і туризм. На міжнародному рівні експортуються папая, манго, банани, ананаси, свіжа спаржа, копра, квіти, риба та морепродукти. Регіон є важливою сполучною ланкою в торгівлі на острові Мінданао, Брунеї, деяких частинах Малайзії та Індонезії.
Міжнародний аеропорт Давао є найбільшим на острові Мінданао і третім за важливістю в країні після Міжнародного аеропорту імені Бенігно Акіно і аеропорту Мактан-Себу.
Уряд регіону надає безкоштовну освіту в початковій і середній школах. Також діють державні Університет Мінданао та Південно-Східний Філіппінський Університет.